# ディズニー・オン・クラシック
ディズニー・オン・クラシック（Disney on CLASSIC）は、ウォルト・ディズニー・カンパニーのアニメーション、映画、テーマパークの曲を演目としたクラシックコンサートである。主催は公演場所により異なる。主管はBuena Vista Concerts / The Walt Disney Company (Japan) Ltd.　制作：ハーモニージャパン

## 概要
ウォルト・ディズニーの生誕100周年を記念して2002年から始まり、2004年以降は毎年全国各地で開催される。こういったツアー形式のディズニーのクラシックコンサートは世界初である。最終日にミッキーマウスが登場する時がある。毎回のテーマは基本的にディズニー映画の曲目からとる。
指揮者は初回から2018年までブラッド・ケリーが担当していたが、2019年から始まったディズニー・ワールド・ビートに専念する為に勇退し、リチャード・カーシーが同年から引き継いでいる。
演奏は、2014年まで東京フィルハーモニー交響楽団がブラッド・ケリーと共に結成した「ネバーランド・オーケストラ」を中心に行われた（地方公演の場合は他の楽団のメンバーが主流となる場合があった）。2015年より、同年4月に新たに設立されたオーケストラ、THE ORCHESTRA JAPANの全公演での演奏に変わる。
毎回ディズニー映画の1つをテーマとしていたが、2007年はプリンセスと呼ばれる「白雪姫」、「シンデレラ」、「眠れる森の美女」、「美女と野獣」の4作品からの曲目が演奏された（「アラジン」や「リトル・マーメイド」は昨年、一昨年前のテーマだったため入っていない）。
また、2008年は、東京ディズニーリゾートの25周年を記念して、第一部でパーク音楽を特集。第二部ではディズニーの音楽を語る上でかかせない、アラン・メンケンの楽曲を、リトル・マーメイド、魔法にかけられて、アラジン、ヘラクレス、ポカホンタス等から数多く演奏。

## テーマ
- 2002年『You can Fly 〜君も飛べるよ』(「ピーター・パン」より)
- 2004年『Believe in Love 〜愛の力を信じて…』(「美女と野獣」より)
- 2005年『Dreaming Forever 〜輝く夢を永遠に』(「リトル・マーメイド」より)
- 2006年『Trust Your Heart 〜自分を信じて…』（「アラジン」より）
- 2007年『Love is Giving 〜あなたの心に…』(「ディズニープリンセス」より)
- 2008年『Dream,Dream,Dream 〜夢よ、響け』（「アラン・メンケン作品」より）
- 2009年『Promise 〜愛を感じて…』 (「ライオン・キング」より)
- 2010年『Miracle 〜愛が輝く時』(「美女と野獣」より)
- 2011年『Journey 〜夢に向かって』(「ディズニープリンセス」より)
- 2012年『Dreams Come True』(「アラジン」より)
- 2013年『Happiness with You 〜“笑顔”とともに』（「リトル・マーメイド」より）
- 2014年『Life Love Light』(「ライオン・キング」より)
- 2015年『I Love You 〜きせきの言葉”』（「美女と野獣」より）
- 2016年『真実の愛は心をとかす』(「アナと雪の女王」より)
- 2017年『Brillante ～輝きの未来へ』(「塔の上のラプンツェル」より)
- 2018年『Find Your Hero　～そして君のもとへ』（「ヘラクレス」より)
- 2019年『きっと、叶う☆Wish,Hope.Dream』(「アラジン」より)
- 2020年『希望 ～未来をつくる力』(「ライオン・キング」より)
- 2021年『Music Forever ～永遠に続く愛』（「リメンバー・ミー」より)
- 2022年『Infinite Love ～輝きの未来へ～』(『塔の上のラプンツェル』、『ノートルダムの鐘』より）
- 2023年「With You 〜愛を奏でる〜」(「美女と野獣」より)
- 2024年「our wishes 〜未来へ〜」 (「リトル・マーメイド」より)
- 2025年「circle  of  life ～愛を感じて～」(「ライオン・キング」より)